# 异形战机
《异形战机》是由日本Irem制作的橫向捲軸射擊遊戲，1987年在街机首次推出。游戏之后移植到Amiga、Amstrad CPC、雅达利ST、Commodore 64、Game Boy、手机（Java ME）、MSX、PC-88、TurboGrafx-16、世嘉Master System、Virtual Console、X68000、Xbox 360（XBLA）和ZX Spectrum平台。
玩家控制太空战机R-9击败威胁人类的强大外星生物“Bydo”。名称“R-Type”源自r/K选择理论，意指故事的主要敌方Bydo采取了r型繁殖策略（侧重大量生产后代，几乎不考虑个体质量或生存率）。而玩家戰機特色在於浮空球系統，除了戰機本身微小火力外主要需借助前方的浮空球，其可以改換多種攻擊模式和擋子彈，巧妙操作浮空球是遊戲核心。
原版《R-Type》获得大多数游戏评论的好评。然而游戏亦因高难度遭受批评，游戏位列IGN十大困难游戏的第七名。《R-Type》和大多清版射击游戏有明显不同。玩家并非输在火力劣势，而是输在关卡本身的设计。游戏有“正确”通過关卡的方式，不过玩家必须透過经验学习也就是玩家需要反覆失败并从关卡早期重新开始。但此作在高端玩家中獲得歡迎，日後推出1、2、3、final等多代，移植遍及眾多主機直到21世紀還有新作推出，最終還推出了同題材的戰略遊R-TYPE TACTICS兩款。
於2021年，由一名前irem的遊戲開發九條一馬帶領的團隊“Granzella”發佈最新一代R-TYPE FINAL 2，並且計劃在年末透過版本更新把遊戲升級上“R-TYPE FINAL 3”，遊戲本體沒變，只是增加了更多元化的內容，而且遊戲有很多客製化設定，只要完全一個結局就可以把遊戲標題改變，“FINAL 3”只是一個版本的噱頭，玩家可以再改變成不同的標題。然而在2022年8月才把“FINAL 3”完成一半，臨時升級“FINAL 2.5”。

## 世界觀
《R-Type》初代並無完整世界觀，但隨著廣受歡迎作品線日漸龐大後逐漸構成了完整的故事，但射擊遊戲中並無太多劇情文字交代機會，玩家知曉完整劇情方能對遊戲中一些關卡設計有領悟。
在23世紀人類開始常態進入宇宙但還在太陽系周邊，此時出現了名為Bydo的外星生物機械集團猛攻，人類已經有了初級的宇宙戰機R-9但只能裝上機槍和威力大但發射緩慢的波動炮兩種武器，於是為了克敵決定採用敵人的科技制敵，於交戰中獲取Bydo的生物物質培養研究後發明了Force系統，也就是戰機周邊的浮空小球，此球體本質是Bydo物質但可吸收子彈並隨機繁殖改裝，甚至有亞空間操作等諸多先進潛力，人類方有一戰的機會。然而Bydo本質是活體生化機械，有不斷同化吸收敵人後進化能力，並廣泛繁殖，戰局陷入持久化，宇宙戰機R-9的攻擊隊本身陣亡率極高，幾乎每次作戰都同歸於盡，而將其消滅後沒多久又會捲土重來。
其實真相則是Bydo並非外星人，而是26世紀的人類製造物，當時的人類探索至銀河中心卻疑似遭遇攻擊性外星人，為了星際大戰的先發制人需求，動用當時最先進科技製造了幾乎與月球同大小框體裡的BYDO生物炸彈，裡面是基因改造到面目全非的人類活體元素，和眾多科技機械的融合，是一種星系級毀滅武器，一旦觸發後會無限進化並吸收同化一切敵人的科技，之後繁殖量產再無止盡的攻擊。然而出了差錯，BYDO在未出太陽系便意外引爆，導致26世紀人類被自己製造的武器屠殺，最終臨危採用的方法是次元消去兵器，將BYDO吸入異空間永久隔離。原本以為危機就此結束，沒料到異空間的BYDO持續進化最後發展出了次元控制能力，脫離異空間回到了23世紀，並憑著本能往家鄉地球前進的欲望開始進軍。
《R-Type》一代和《夢幻戰機》便是23世紀首次太陽系保衛大會戰的劇情，然而Bydo只是逃入亞空間積蓄能力並進化，再次來襲便展開了二代遊戲的劇情，人類也派出了改良型R-9C戰機迎戰擊退攻勢。到了2245年慘烈戰爭已經持續多年，人類雖然屢次成功抵擋BYDO的攻勢，但BYDO隨著時間自我進化機能，成為前所未有的強大威脅並消滅許多艦隊，人類決定發動第三雷霆計畫透過第六感超知覺雷達確認敵方核心位置，派最新一代戰機R-9Ø攜帶強化Force直接攻擊，這便是R-Type三代劇情。
雙方多年交戰中有一架R-9飄入異空間，並來到了平行世界，那是一個沒有Bydo也沒有Force武器系統被發明的世界，但地球人類製造了人工天體「伊甸園」而該天體卻不明原因失控，於是地球將撿來的R-9為基礎開發出了沒有Force但有另一種PSY武器系統的R-9 LEO戰機隊前往調查，這便是外傳作品R-TYPE LEO的劇情。
故事回到主線，第四代的R-TYPE DELTA劇情屬於前傳性質，處於一二代間的時間點，宇宙要塞「AEGIS」上面正進行Bydo武器的分析與開發，之後卻不明原因往地球墜落，地上發生Bydo感染事件(日後稱為SATANIC RHAPSODY)並擊退地面軍，只好派出R-9A2 DELTA試驗機隊前往作戰，同時各地被感染暴走的智能機械只能派出警察與民間保安公司前往摧毀，這一段便是武警急馳隊的故事。DELTA試驗機隊最終擊毀了Bydo核心，然而其中一架飛機R-13A CERBERUS由於武器系統屬於散射而非集中火力式，最後在逃出次元障礙時無法擊穿而被抓住關在生化核心。
第五代R-TYPE FINAL的時代又過了許多年，來到23世紀後半，戰爭還在持續已經打了數十年，人類發動名喚「LAST DANCE」作戰計劃進行大決戰，此時R系列戰機科技已經極度先進，玩家能選擇的款式達到驚人的101種之多，武器也是千變萬化，只要滿足特定條件便能觸發找到前代被俘的R-13A CERBERUS的劇情，但其已經被同化只能將之擊毀。最終隨著達成條件不同有三種結局，一種是最終擊毀核心但同歸於盡也無法知道會不會再有捲土而來的下一次，二種是主角被感染同化成Bydo之後掉頭攻擊友軍，第三種結局為好結局是穿越時光隧道前往26世紀。
第六代R-TYPE FINAL 2（或FINAL 3）是上一集FINAL的「LAST DANCE」作戰計劃之後，發表還未被收錄或公開的作戰任務記錄，是一個歷史編篡計劃，為補完R系列戰機的歷史以流傳後世。跟上一集一樣故事有三個結局，第一就是主角將位於R戰機的墳場中的Ahms Vault毀滅並順利返回地球；第二個就是主角進入了地下遺跡後異變成為Bydo，然後返回地球殲滅地球聯軍的宇宙艦隊，軍方卻對外稱“戰艦的核融合反應爐出現故障”來隱瞞事件的真相；第三個就是到達Bydo主星並將核心“漆黑之瞳孔”（R-Type Tactics 1 人類篇的最終頭目）摧毀，但戰機和機師兩者一拼失蹤。
補充，根據FINAL和FINAL 2/3的設定，FINAL中的「LAST DANCE」作戰已經成功完全消滅Bydo，並留下一句「已成功消滅BYDO」，消滅Bydo後損毀的戰機連機師一起回收，從此就沒有這個機師的消息。
FINAL 2已經是一個和平的時代，根據FINAL第3結局中，到了26世紀時當代的人表示「發現未知型號機體」，並且把當時26世紀的人類大軍重挫(目的是阻止未來的Bydo引爆)。但由
「發現未知型號機體」這句推斷出，23世紀和26世紀之間出現了嚴重的歷史斷層，推測在23世紀的一場幾乎消滅人類的戰爭以及武器無可能會被完被遺忘。再推測FINAL 2這個「歷史編篡」任務就是為了讓R-TYPE戰機和戰爭紀錄得以流傳，以免出現歷史斷層。